# EDM trap
L'EDM trap è un genere musicale che fonde la trap con la dubstep; spesso viene indicato anch'esso come trap.

## Storia
Il genere nacque nel 2012 ed ha come principali esponenti Aero Chord, Flosstradamus e Baauer Il canale YouTube All Trap Music è la principale piattaforma che si occupa di EDM trap.